# Willy Merkl

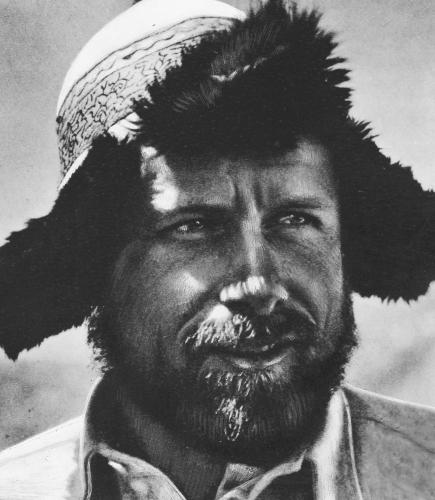
Willy Merkl, 1934

Willy Merkl (* 6. Oktober 1900 in Kaltennordheim; † vermutlich 16. Juli 1934 am Nanga Parbat, oft auch Willi Merkl geschrieben) war ein deutscher Ingenieur und Bergsteiger.

## Leben
Im Ersten Weltkrieg diente Merkl als Soldat. Er studierte von 1920 bis 1923 Maschinenbau an der Höheren Technischen Staatslehranstalt in Nürnberg, wo er ab dem Sommersemester 1922 aktives Mitglied der Nürnberger Burschenschaft Danubia war. Merkl nahm eine Stelle als Ingenieur bei der Deutschen Reichsbahn im Bahnbetriebswerk Augsburg an, die ihn ab 1929 ins Reichsbahnausbesserungswerk Neuaubing bei München führte.
Als Bergsteiger erschloss er rund 40 neue Felsanstiege in den Ostalpen und unternahm seit 1927 auch Touren in den Westalpen. 1929 führte er mit Fritz Bechtold auf einer Kaukasusdurchquerung acht Erstbesteigungen durch. Merkl entdeckte als Leiter der Deutsch-Amerikanischen Himalaya-Expedition 1932 eine Route zum Gipfel des Nanga Parbat, auf der er mit der „Deutschen Himalaya-Expedition 1934“ den Gipfel erreichen wollte. Das Unternehmen endete mit dem nicht vollständig geklärten Tod von zehn Bergsteigern.  Die Leichen Merkls und des Sherpas Gay-Lays wurden 1938 in der Nähe des „Mohrenkopfes“, eines schwarzen Felsen, gefunden. Seine Aufzeichnungen waren 1936 von seinem Halbbruder Karl Herrligkoffer unter dem Titel Ein Weg zum Nanga Parbat herausgegeben worden.
Fritz Bechtolds Bericht über die Expedition „Deutsche am Nanga Parbat. Der Angriff 1934“ stilisiert Willy Merkl zu einer Heldenfigur, die zentral für den Mythos des Nanga Parbat als „deutschem Schicksalsberg“ wird.

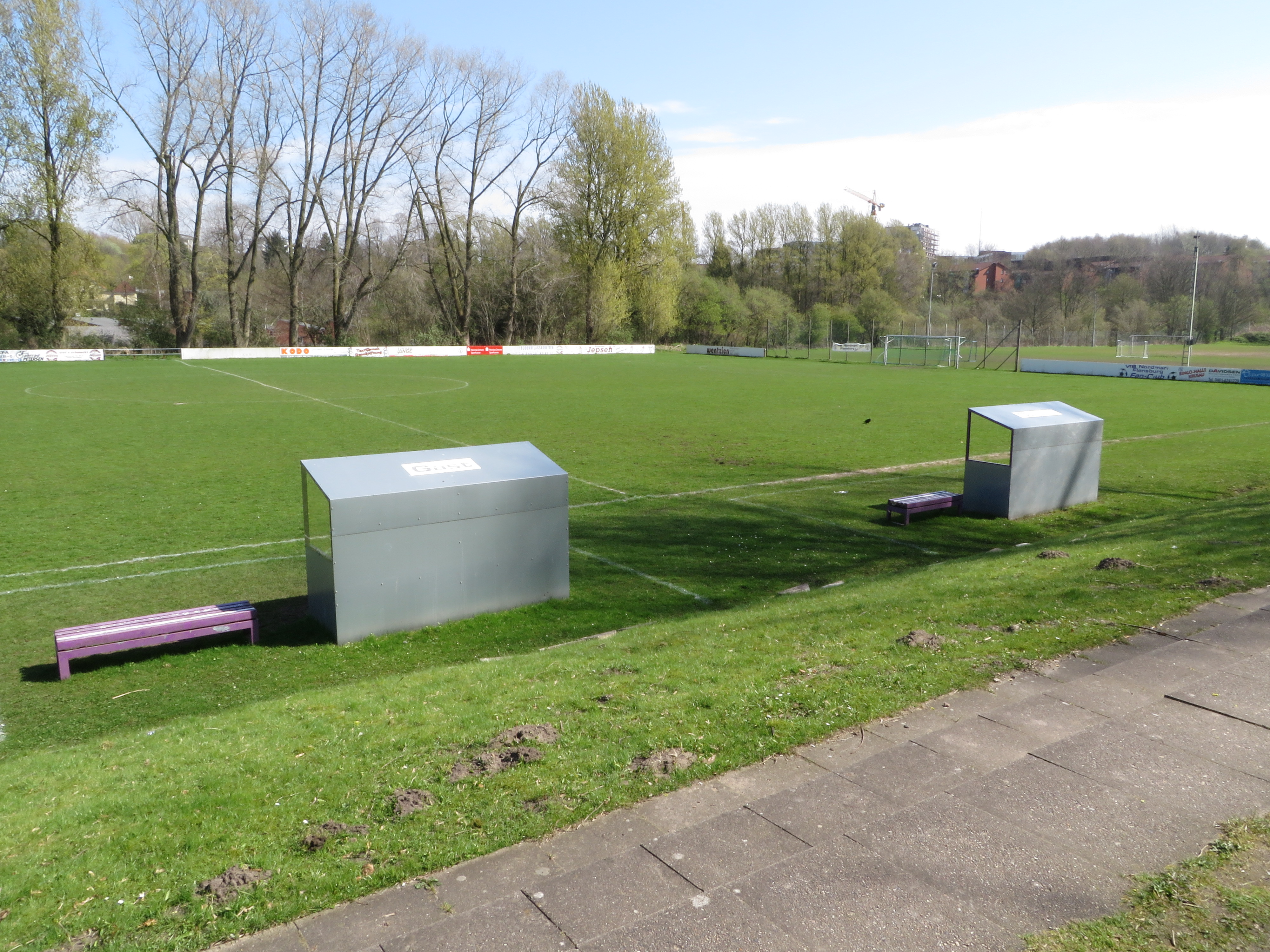
Willi-Merkl-Platz von Flensburgs VfB Nordmark (April 2014)

Die Sektion Friedberg des Deutschen Alpenvereins betreibt die Willi-Merkl-Gedächtnis-Hütte auf 1550 m in der Nähe von Grän und Musau im Gebiet der Allgäuer Alpen / Tannheimer Berge benachbart zur Otto-Mayr-Hütte und Füssener Hütte. Am Spitzingsee baute die Bergsportabteilung des Reichsbahn-Turn- und Sportvereins Neuaubing, deren Leiter Willy Merkl war, das Bergheim Willy-Merkl. Es wurde 1938 eröffnet und heute als Willy Merkl Haus betrieben. In Flensburg beim Bahnhof Flensburg wurde nach ihm offenbar der Willi-Merkl-Platz, ein Fußballplatz der VfB Nordmark Flensburg benannt.

## Schriften (Auswahl)
- Die Deutsch-Amerikanische Himalaja-Expedition 1932. In: Zeitschrift des deutschen und österreichischen Alpenvereins. Band 64. Innsbruck 1933, S. 59–74 (Digitalisat [abgerufen am 25. Januar 2023]).
- Aus meinem Bergsteigerleben. Hermann, Berlin 1934.
- Ein Weg zum Nanga Parbat. Leben, Vorträge und nachgelassene Schriften. 2. Ausgabe, hrsg. von Karl Herrligkoffer, Bergverlag Rother, München 1936.